# Рокитовка (Кармаскалинський район)
Роки́товка (рос. Ракитовка, башк. Ракитовка) — присілок у складі Кармаскалинського району Башкортостану, Росія. Входить до складу Підлубовської сільської ради.
Населення — 10 осіб (2010; 20 в 2002).
Національний склад:
- мордва — 35 %